# Dariusz Miłek
Dariusz Miłek (ur. 1 lutego 1968 w Szczecinie) – polski przedsiębiorca. Jego majątek w 2012 szacowany był na około 5,02 mld zł.

## Życiorys
W 1976 r. jego rodzina przeniosła się do Lubina. Po 1989 r. stworzył sieć obuwniczą Miłek. Od 1999 r. handluje butami pod marką CCC.
W 2000 r. uruchomił fabrykę obuwia CCC Factory w podstrefie Polkowice Legnickiej Specjalnej Strefy Ekonomicznej.
Zarobione pieniądze inwestuje m.in. w nieruchomości. Jest właścicielem m.in. Cuprum Arena w Lubinie, pałacu w Chróstniku i pałacu w Łącku.
Były członek klubu kolarskiego Górnik Polkowice.

## Miejsce w rankingach najbogatszych Polaków

### Lista najbogatszych Polaków Wprost[5]
- 2020 – poza pierwszą dziesiątką
- 2019 – poza pierwszą dziesiątką
- 2018 – 8. miejsce (4300 mln zł)
- 2017 – 4. miejsce (5500 mln zł)
- 2016 – 4. miejsce (5000 mln zł)
- 2015 – 4. miejsce (5300 mln zł)
- 2014 – 8. miejsce (3000 mln zł)
- 2013 – 8. miejsce (2600 mln zł)
- 2012 – 7. miejsce (2250 mln zł)
- 2011 – 8. miejsce (1970 mln zł)
- 2009 – 11. miejsce (1500 mln zł)
- 2008 – 25. miejsce (1250 mln zł)
- 2007 – 20. miejsce (1200 mln zł)
- 2006 – 26. miejsce (740 mln zł)
- 2005 – 72. miejsce (220 mln zł)
- 2004 – 60. miejsce (250 mln zł)

### Magazyn Forbes
W 2021 zajął 12. miejsce na liście najbogatszych Polaków magazynu „Forbes” z majątkiem wycenianym na 3,2 mld zł.

## Nagrody
W 2012 otrzymał Nagrodę im. Andrzeja Wierzbickiego przyznawaną przez Konfederację Lewiatan dla przedsiębiorców. W 2013 został wyróżniony Nagrodą Kisiela w kategorii przedsiębiorca z uzasadnieniem: „bo zaszedł daleko”.